# 陳良材
陳良材（？—？），號豫華，江西瑞州府高安县軍籍，明朝政治人物。

## 生平
萬曆四年（1576年）丙子科江西乡试举人，十七年（1589年）己丑科進士，工部觀政，二十年授刑部主事，二十三年累升员外郎、郎中，二十五年官兖州府知府，二十八年十一月升福建按察司副使，兵备福宁，三十七年八月降補为廣西按察僉事。四十年考察降用。

## 家族
曾祖陳作。祖父陳璉。父陈碧川，教授。